# Backyardigans
Backyardigans (engelsk: The Backyardigans) er en canadisk/amerikansk tv-serie fra 2004, skabt af Janice Burgess. Serien handler om fem dyr, der i hvert afsnit fantaserer om, at deres baghave bliver et sted for eventyr.

## Tegn
Hver af de fem karakterer i serien har to stemmeskuespillere: en til tale og den anden til vokal. I den engelske version er alle stemmeskuespillere og sangere børn.
 Der er for få eller ingen kildehenvisninger i denne artikel, hvilket er et problem. Du kan hjælpe ved at angive troværdige kilder til de påstande, som fremføres i artiklen.

| Fjernsyn | Spire Denne artikel om et tv-program er en spire som bør udbygges. Du er velkommen til at hjælpe Wikipedia ved at udvide den. |

1. ↑  Navnet er anført på bokmål og stammer fra Wikidata hvor navnet endnu ikke findes på dansk.